# Villanova Biellese
Villanova Biellese (Vilaneuva Bielèisa in piemontese) è un comune italiano di 172 abitanti della provincia di Biella in Piemonte.

## Geografia fisica
Il territorio comunale è collocato sulla destra idrografica del torrente Cervo; la quota più bassa si tocca nella zona più ad est (191 m s.l.m.) mentre il centro comunale è situato a 232 metri di altezza. La parte nord-occidentale del comune, capoluogo compreso, è collocata una trentina di metri più in alto della pianura risicola e fa parte della baraggia biellese ai piedi della quale scorre, da ovest verso est, la roggia Ottina.

## Storia
Villanova fu in passato una frazione del comune di Massazza, del quale seguì le sorti. L'economia era in buona parte basata, in passato come oggi, sulla risicoltura. Un tempo era però anche praticata la viticoltura, in seguito abbandonata perché la qualità dei vini ottenuti era penalizzata dall'umidità del territorio.

### Simboli
Lo stemma del comune di Villanova è diviso orizzontalmente in tre fasce. Sulla prima partendo dall'alto, a fondo rosso, è raffigurato un airone volante visto di profilo e di color argento. Le altre due fasce rappresentano ciascuna una parte di una scacchiera, con i quadrati nei colori verde e dorato la prima,  azzurri e dorati la seconda.

## Monumenti e luoghi d'interesse

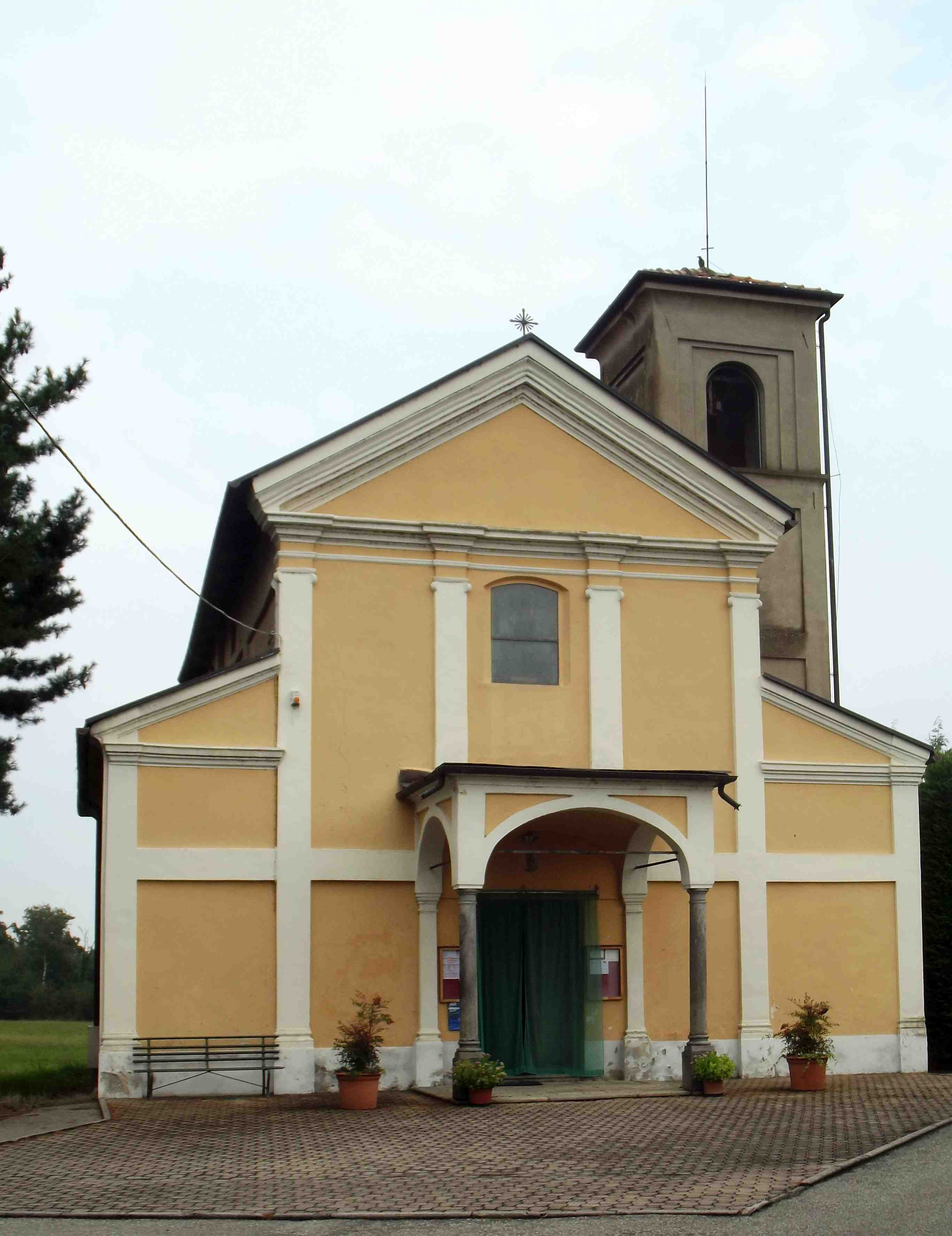
La parrocchiale

### Architetture religiose
- Chiesa parrocchiale: dedicata a san Barnaba fu rifatta nel XIX secolo a partire da un edificio molto più antico, del quale rimane un affresco raffigurante santa Liberata.[6]

### Aree naturali
- Riserva naturale orientata delle Baragge

## Società

### Evoluzione demografica
Abitanti censiti

## Geografia antropica
In comune di Villanova non esistono frazioni: la popolazione si divide infatti tra il capoluogo e le varie cascine della zona risicola.

## Infrastrutture e trasporti
Nel comune transitano due ex-strade statali (la SS 230 di Massazza e la SS 232 Panoramica Zegna), che si uniscono a sud-est del centro comunale.
Tra il 1890 e il 1933 Villanova Biellese fu servita dalla tranvia Vercelli-Biella.

## Amministrazione

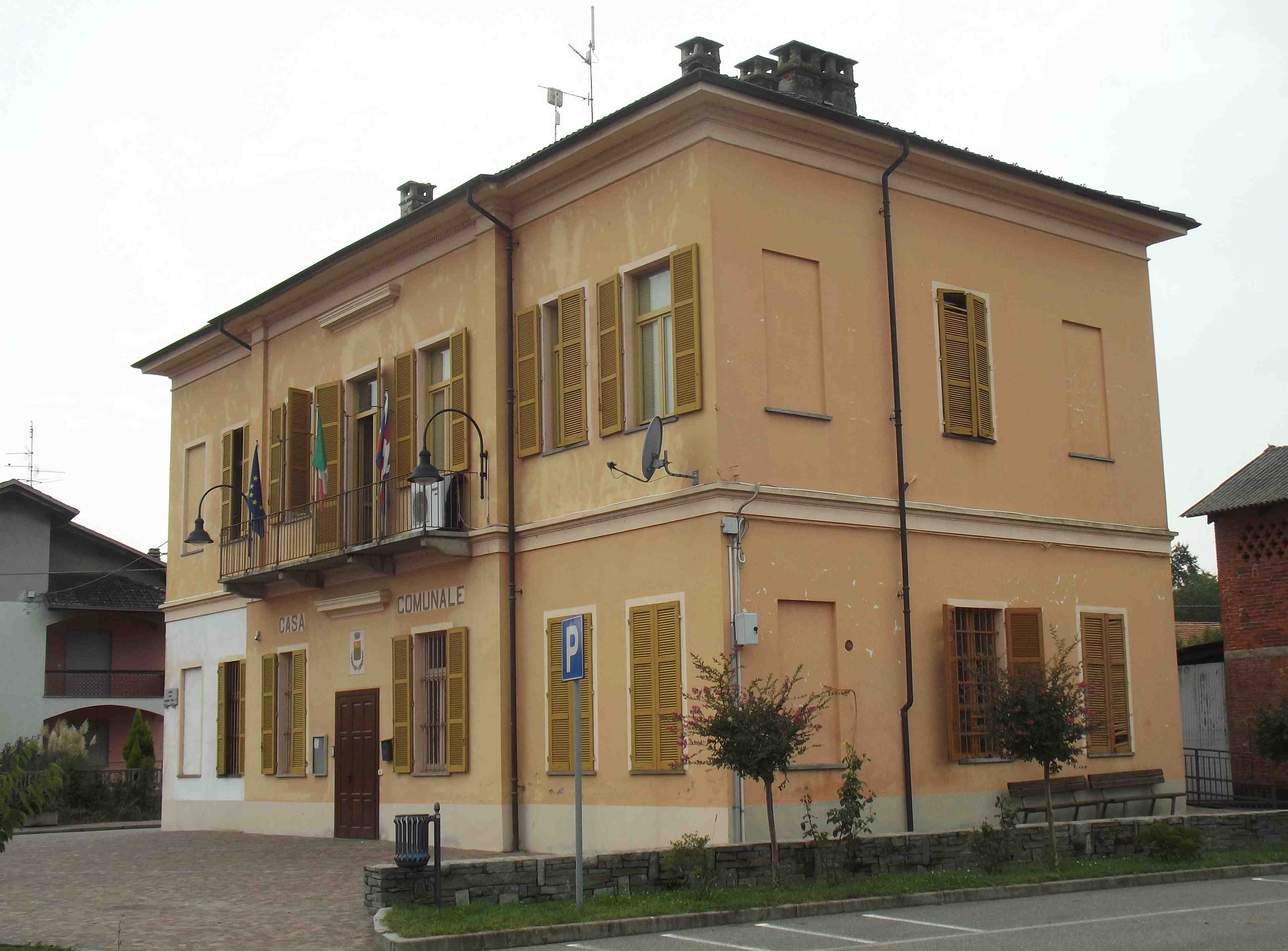
Il municipio di Villanova

Di seguito è presentata una tabella relativa alle amministrazioni che si sono succedute in questo comune.
| Periodo        | Periodo        | Primo cittadino       | Partito                                 | Carica  | Note  |
| -------------- | -------------- | --------------------- | --------------------------------------- | ------- | ----- |
| 24 aprile 1995 | 14 giugno 1999 | Giovanni Angaramo     | centro-sinistra                         | Sindaco | [ 9 ] |
| 14 giugno 1999 | 14 giugno 2004 | Giovanni Angaramo     | lista civica                            | Sindaco | [ 9 ] |
| 14 giugno 2004 | 8 giugno 2009  | Gianni Bosio          | lista civica                            | Sindaco | [ 9 ] |
| 8 giugno 2009  | 25 maggio 2014 | Gianni Bosio          | lista civica Concentrazione democratica | Sindaco | [ 9 ] |
| 25 maggio 2014 | in carica      | Giovanni Mangiaracina | lista civica Concentrazione democratica | Sindaco | [ 9 ] |